# Ermagora e Fortunato
Ermagora, o Ermacora (... – Aquileia, 70), e Fortunato (... – Aquileia, 70) (in friulano Macôr e Fortunât, in sloveno Mohor in Fortunat) furono i due protomartiri di Aquileia. Entrambi sono considerati santi da tutte le Chiese cristiane che ammettono il culto dei santi, particolarmente nelle zone dell'antico patriarcato di Aquileia.

## Biografia e martirio

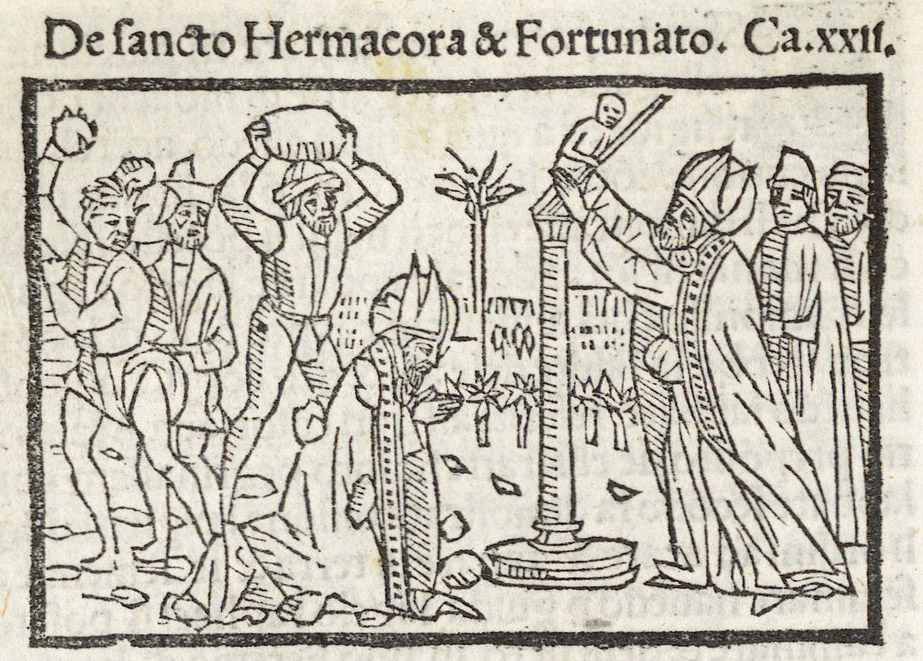
Il martirio di Ermagora e Fortunato nella Legenda Aurea (1497)

Ermagora sarebbe stato scelto nel 50 come primo vescovo della comunità di Aquileia da san Marco, venendo quindi consacrato a Roma da san Pietro. Secondo una tradizione dell'VIII-IX secolo, si sarebbe trattato di un gentile convertito da Marco.
Fortunato sarebbe stato il diacono di Ermagora e i due subirono assieme il martirio ad Aquileia nell'anno 70, inflitto loro, secondo la leggenda, da un certo Sebasto.

## Culto
Sono festeggiati assieme il 12 luglio.

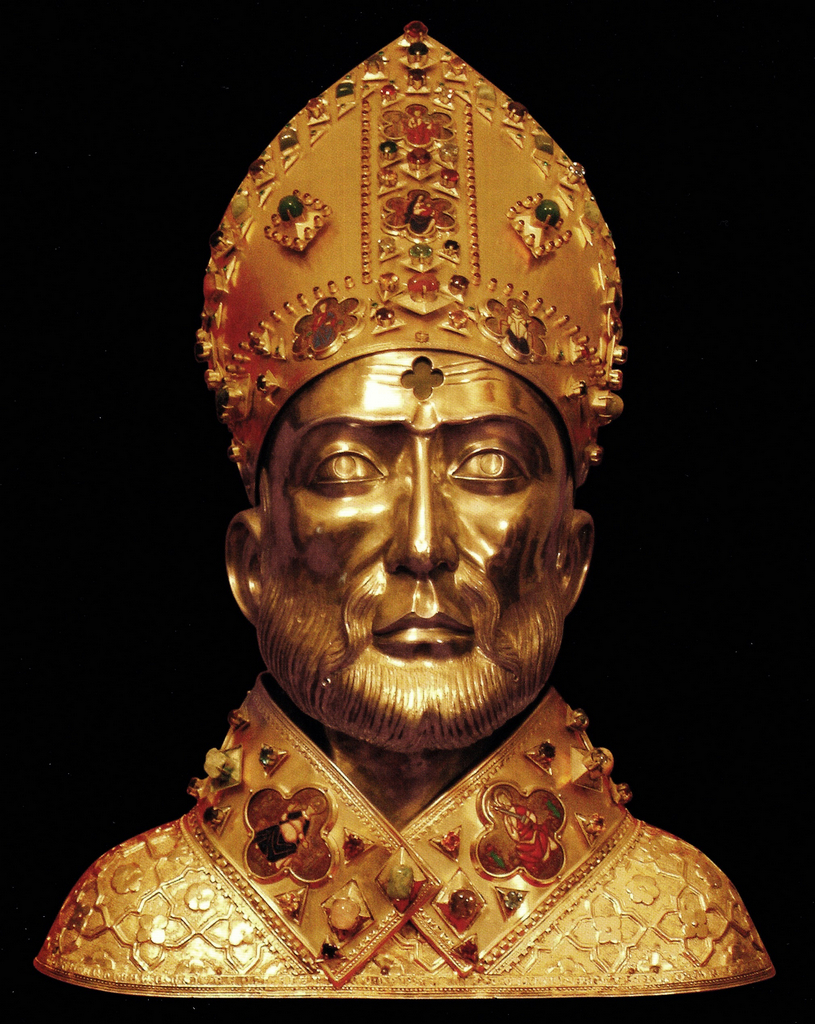
Sant'Ermacora, argento dorato con smalti e pietre preziose, Tesoro della Cattedrale, Duomo di Gorizia

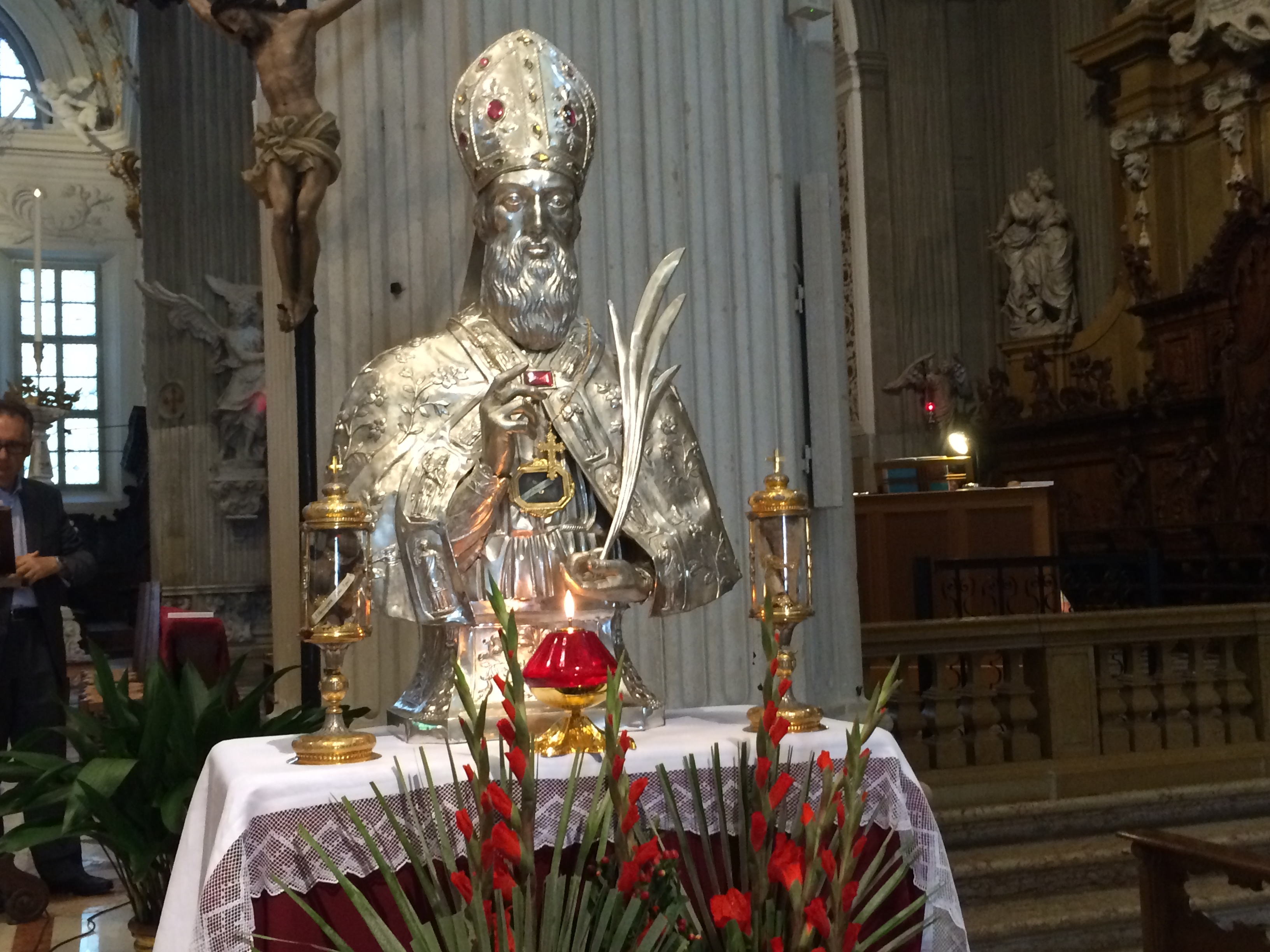
Reliquie del santo, esposte nel Duomo di Udine il giorno della ricorrenza

Il loro culto è antichissimo (sono citati nel Martirologio geronimiano, testo del V secolo), soprattutto ad Aquileia, ed è stato consolidato dal patriarca Poppone che nel 1031 dedica ai due santi la Basilica Patriarcale di Aquileia (dichiarata Patrimonio Mondiale dell'Umanità) dopo la dedicazione mariana.
I corpi e le reliquie dei due santi, prima conservati nella basilica di Aquileia, vennero trasferiti nel VI secolo a Grado nella basilica di Sant'Eufemia, venendo restituiti alla comunità aquileiese solo alla fine del XV secolo. Alcune di queste reliquie vennero poi traslate a Gorizia nel 1751 con la soppressione del patriarcato di Aquileia e altre ad Udine.
La Mohorjeva družba, o Società di Ermagora, la più antica casa editrice slovena (con tripla sede a Klagenfurt, Celje e Gorizia), fondata nel 1851 dal vescovo Anton Martin Slomšek e dal filologo Anton Janežič, è stata così chiamata in riferimento a San Ermagora.

## Confraternita
Nell'anno 1887, presso la Parrocchia di San Giorgio martire di Chions, fu fondata la Confraternita dei Santi Ermacora e Fortunato". Questa Confraternita fu inquadrata come "ente e associazione della Chiesa Cattolica" e gestiva anche una scuola privata, la "Scuola dei Santi Ermacora e Fortunato". La Confraternita aveva come simbolo, la croce trifogliata, rappresentazione tradizionale della trinità Padre, Figlio e Spirito Santo, di colore oro, pomellata da cinque semisfere verdi a ricordo delle cinque Piaghe di Cristo; dai cantoni della croce uscivano 4 chiodi convergenti verso il centro smaltati di rosso, a ricordo dei chiodi della crocifissione e godeva della protezione ecclesiastica perpetua di Santa Romana Chiesa e della Diocesi di Concordia-Pordenone. La Confraternita fu posta in quiescenza nel 1967.

## Patronati

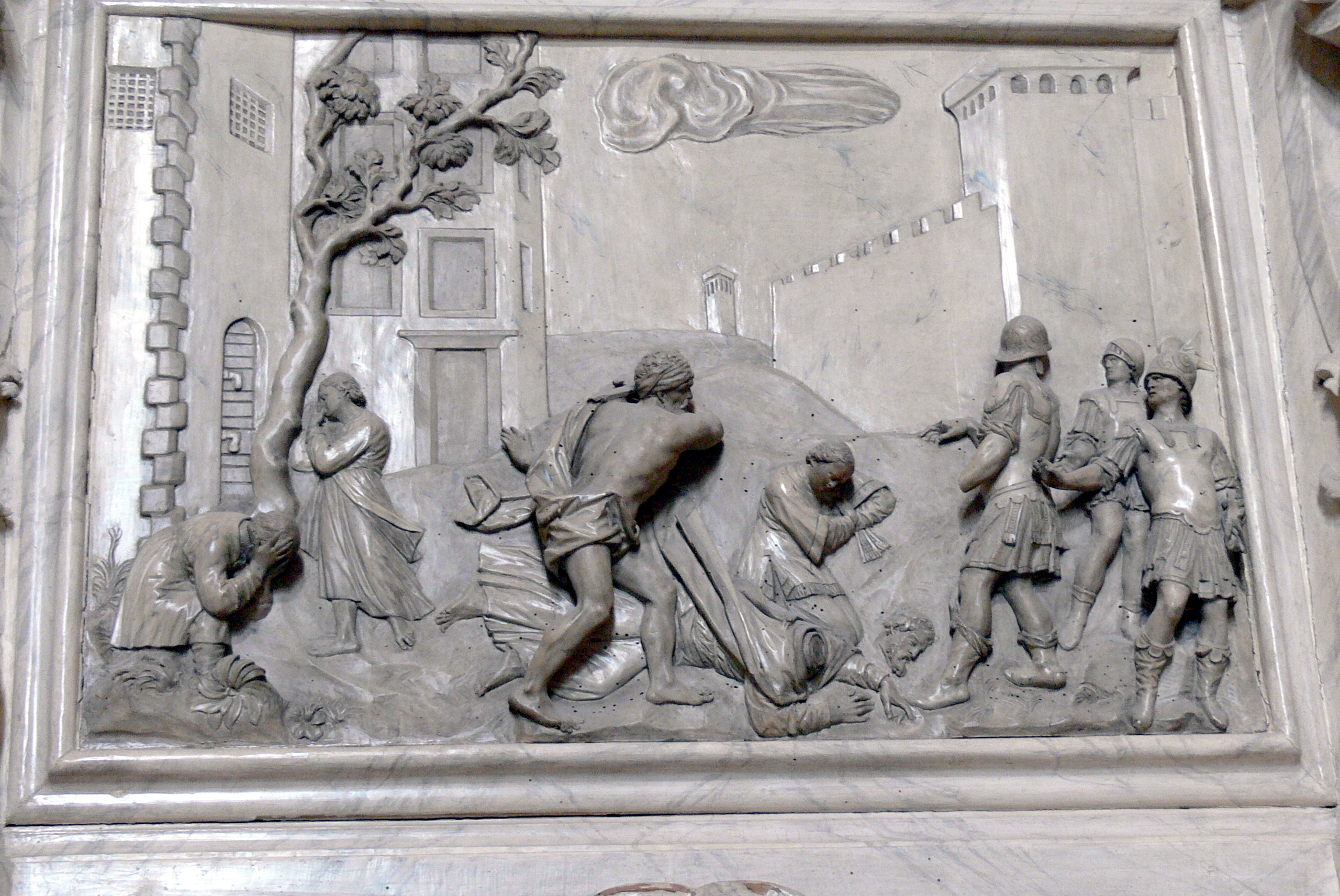
Duomo di Udine - Pulpito - Raffigurazione del martirio dei Santi Ermagora e Fortunato.

Sono i santi protettori del Friuli-Venezia Giulia (con atto ufficiale del 2001), dell'arcidiocesi di Gorizia, dell'arcidiocesi di Udine, nonché protettori delle seguenti località:
- Aquileia (UD)
- Arta Terme (UD)
- Buja (UD)
- Colcerver (frazione di Forno di Zoldo) (BL)
- Fossalta di Piave (VE)
- Grado (GO)
- Lorenzago di Cadore (BL)
- Pocenia (UD)
- Remanzacco (UD)
- Roveredo di Varmo (UD)
- Savogna (UD)
- Tambre (BL)
- Udine
- Compatroni di Venezia

All'estero sono santi protettori di:
- arcidiocesi di Lubiana (Slovenia) coprotettori
- Gornji Grad (Slovenia)
- Renče (Slovenia)
- Hermagor (Austria)
- Lindaro (Croazia)